# 2021 DR15
2021 DR15とは、直径が700キロメートル (430 mi)のエッジワース・カイパーベルトや散乱円盤天体に分類される大型の太陽系外縁天体である。2021年2月17日に、ハワイのマウナケア天文台でアメリカの天文学者であるスコット・S・シェパード、デイヴィッド・トーレン、チャドウィック・トルヒージョによって発見された。2021 DR15が発見されたとき、それは太陽から89.4天文単位の場所にあり、2021年12月の時点で太陽から最も遠い既知の太陽系の天体の1つとなっている。観測されたのは292日間だけであるため、軌道のデータは不十分である。